# Joanna de Saint-Rémy
Joanna de Saint-Rémy (Jeanne de Valois, de Saint-Rémy, de Luz) (ur. 22 lipca 1756 w Fontette (niedaleko Bar-sur-Aube, zm. 23 sierpnia 1791 w Londynie) – francuska szlachcianka, znana głównie z afery naszyjnikowej. Posługiwała się również tytułem hrabina de La Motte.

## Młodość
Jej ojcem był Jacques I, baron de Saint Remy, a matką Marie Jossel. Miała troje rodzeństwa:
- Jacques’a II (1751–1785),
- Marię Annę (1757–1786),
- Małgorzatę Annę (1759–1767).

Rodzina nosiła nazwisko Valois, a w ich żyłach płynęła królewska krew (byli potomkami Henryka de Saint-Rémy, naturalnego syna króla Henryka II Walezjusza i Nicole de Savigny), ale byli biedni. Kiedy w 1762 ojciec Joanny zmarł, jej matka z powodu biedy musiała pracować jako służąca (o nie najlepszej opinii), a Joanna i jej rodzeństwo żebrali o jedzenie. Wreszcie ktoś wzruszył się losem potomków królów Francji – przeniósł całą rodzinę do Boulogne, niedaleko Paryża i tam się nią zaopiekował. Według „Pamiętników” hrabiego Beugnot był to ojciec autora, ale bardziej prawdopodobne, że była to markiza de Boulainvilliers.
Królewskie pochodzenie rodziny Joanny udało się potwierdzić i postanowiono wydostać dzieci ze skrajnej biedy. Jacques otrzymał 1000 funtów rocznego stypendium oraz miejsce w akademii wojskowej. Joanna i Maria Anna otrzymały 900 funtów stypendium i poszły do szkoły z internatem w Passy, aby w przyszłości zostać zakonnicami w Longchamps. Zamiast tego wolały jednak wrócić do Bar-sur-Aube, gdzie zamieszkały z rodziną Surmont. 6 czerwca 1780 Joanna poślubiła żandarma Marka Antoniego-Mikołaja de la Motte (znanego po prostu jako Mikołaj de la Motte, 1755–1831), siostrzeńca pana Surmonta. Mimo że rodzina de La Motte należała zaledwie do drobnej szlachty, małżonkowie otrzymali tytuł hrabiego i hrabiny de La Motte-Valois. Miesiąc po ich ślubie Joanna wydała na świat bliźnięta, które jednak wkrótce zmarły.
Jacques zmarł na służbie na Saint-Louis Island, a Maria Anna powróciła do klasztoru.

## Dworskie życie

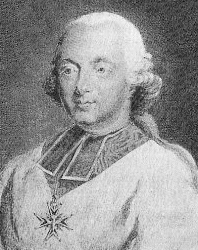
Kardynał de Rohan

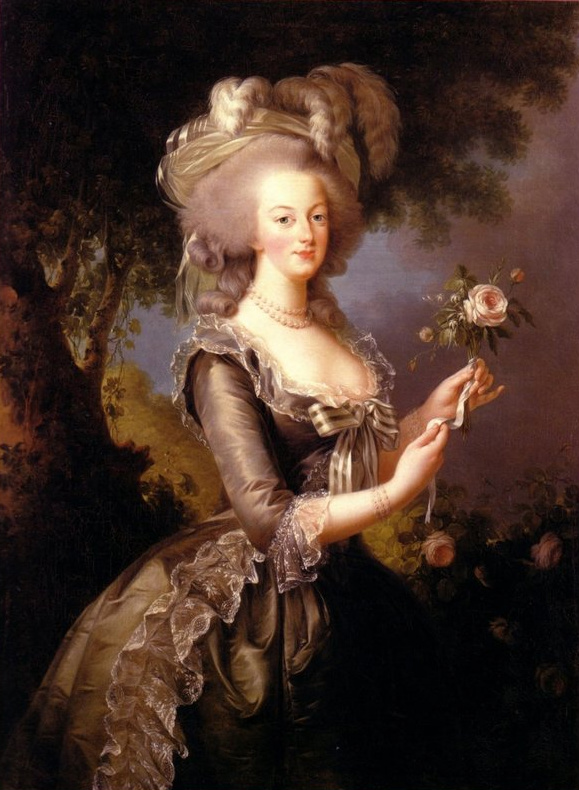
Portret królowej Marii Antoniny, autorstwa Élisabeth Vigée-Lebrun

Hrabia i hrabina de La Motte-Valois chcieli prowadzić wystawne życie, ale szybko okazało się, że pieniądze pochodzące z przyznanej Joannie pensji oraz żołdu żołnierskiego są zbyt niskie. Para za pomocą intryg zaczęła wyzyskiwać naiwnych arystokratów i nawet zdobyła sojuszników na dworze w Wersalu.

## Afera z naszyjnikiem
Na przełomie lat 1784/1785 Joanna razem z mężem dokonali skandalicznego oszustwa rozegranego w imieniu królowej, lecz bez jej udziału i wiedzy. Joanna de Saint-Rémy, jako hrabina de La Motte, zaproponowała kardynałowi de Rohan, zabiegającemu o względy królowej Marii Antoniny, pośrednictwo w zakupie dla niej bardzo wartościowego naszyjnika. Podobno sama królowa nie mogła tego uczynić ze względu na sprzeciw męża, Ludwika XVI. Kardynał rad, że może przysłużyć się królowej, wynegocjował z oferentami umowę na sprzedaż naszyjnika za 1,4 miliona liwrów (w czterech półrocznych ratach). Joanna, która podała się za zaufaną przyjaciółkę królowej, sfałszowała uprzednio jej podpis na umowie, a kardynał de Rohan zakupił ów naszyjnik i niezwłocznie przekazał go hrabinie, a ona w jego obecności przekazała go rzekomemu posłańcowi królowej.

## Kara i śmierć
Kiedy do Marii Antoniny zgłosili się bankierzy, żeby przypomnieć jej o uiszczeniu kolejnych rat, okazało się, że królowa nie ma o niczym pojęcia. Całe oszustwo wyszło na jaw. Joanna stanęła przed sądem i została skazana na chłostę i napiętnowanie. Karę wykonano, a zemdloną przestępczynię zamknięto w Salpêtrière, gdzie miała spędzić resztę życia. Jednak sympatia Francuzów nieoczekiwane znalazła się po stronie skazanej, a nie oszukanej królowej. Joannie udało się uciec do Londynu i wydała tam swoje pamiętniki. Umarła w 1791 w Londynie – wypadła z okna hotelu. Niektórzy uważali, że została ona zamordowana przez rojalistów, ale prawdopodobnie próbowała po prostu schować się przed swoimi wierzycielami i uległa wypadkowi.
Jej mąż po procesie opuścił Francję, ale powrócił do ojczyzny po rewolucji francuskiej.